# Assist
Assist — российская компания-разработчик и интегратор платежных решений, поставщик платёжных услуг. Предоставляет услуги процессинга безналичных платежей в сфере электронной коммерции. Позволяет принимать платежи по банковским картам, мобильным платежным сервисам и электронным кошелькам через интернет, мобильные устройства и mPOS-терминалы.

## Деятельность
Assist заявляет, что имеет технологическую интеграцию с российскими и европейскими банками-эквайерами: АО «Компания объединенных кредитных карточек» (UCS), ПАО «Сбербанк», ПАО «Бинбанк», ПАО Банк ВТБ (совместно с процессинговой компанией ООО «Мультикарта»), АО «Райффайзенбанк», ПАО "Банк «Санкт-Петербург», АО «Банк Русский Стандарт», ПАО АКБ «Абсолют Банк», ПАО «МТС Банк», Credorax (Malta) Ltd., QAZCOM.
Assist взаимодействует с «Мир», Visa, Visa Electron, MasterCard, Maestro, American Express, JCB, Diners Club, мобильными платежными сервисами Apple Pay, Google Pay, Samsung Pay, осуществляет работу российских систем электронных денег: WebMoney, Яндекс.Деньги, QIWI (включая мобильные кошельки МТС, МегаФон, Билайн).
Некоторые плагины CMS имеют готовые модули для быстрой интеграции с Assist, в их числе Amiro.CMS, 1С-Битрикс, NetCat CMS, WebAsyst Shop-Script и другие.

## История
Assist был первым провайдером электронных платежей в России (в 1998 году Assist был создан как проект Ozon.ru для осуществления интернет-эквайринга).
В 2003 году компанией был реализован сервис оплаты с помощью WebMoney, Яндекс.Деньги, QIWI.
В 2004 году Assist был награждён Премией Рунета за лучший финансовый инструмент в российском Интернете..
С 2014 года Assist вступил в Российскую Ассоциацию Электронных Коммуникаций (РАЭК).
В 2016—2017 годах Assist интегрировался с мобильными платежными сервисами Apple Pay, Google Pay, Samsung Pay.